# Sachnówka
Sachnówka (ukr. Сахнівка) – wieś na Ukrainie, w obwodzie czerkaskim, w rejonie czerkaskim. Położona na lewym brzegu rzeki Rosi. Ludność 1479 osób.